# Jícara (vasija)

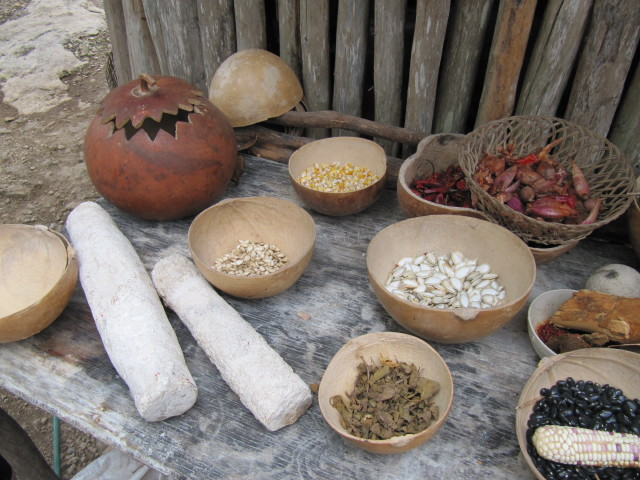
Diversas jícaras (cuencos de Crescentia cujete) conteniendo especias y semillas en Cobá, México

La jícara es un recipiente de arcilla o bien elaborado a partir del fruto del jícaro. En su definición más antigua aparece como empleada para tomar chocolate. El DRAE da como segunda definición "vasija pequeña de madera", fabricada artesanalmente con la corteza del fruto de la güira, y utilizada como la española de loza. Su uso es muy común en el estado de Tabasco, la península de Yucatán y otros estados del sureste de México y Centroamérica.
Se considera americanismo azteca, del náhuatl xicalli, pocillo o vasija hecha con la corteza del fruto de la calabaza o de la güira, que pudo evolucionar como jícara. Se atesta su uso por primera vez en la lengua castellana en el año 1560 en Crónica de la Nueva España.

## Jícaras de barro
La jícara, como pieza de loza de la alfarería española e iberoamericana suele venir asociada a la mancerina que le sirve de soporte y platillo de presentación en la ceremonia del chocolate. Ricamente referenciada en la literatura desde el siglo xvii, entre los múltiples ejemplos cabe elegir unos versos de Gabriela Mistral de su himno «Sol del trópico»:

"¡Como el maguey, como la yuca,

como el cántaro del peruano,
		
como la jícara de Uruapan,
		
como la quena de mil años,
		
a ti me vuelvo, a ti me entrego,
		
en ti me abro, en ti me baño!"
Gabriela Mistral.

## La jícara americana
En sus cartas de relación, Hernán Cortés describió el mercado de Tenochtitlán como "lugar al que concurrían millares de personas, entre ellos muchos olleros con sus vasijas de barro y piedra... Comercio que se reflejaba en los suntuosos banquetes de Moctezuma, cuyos cocineros preparaban trescientos platos para que el emperador escogiese en vajillas de vasos, jícaras y jarras de oro y plata..."
Usada en la antigüedad por mayas y aztecas para servir y tomar chocolate, continúa utilizándose en México y Centroamérica para consumir bebidas tradicionales como el pulque y el pozol o cualquier bebida refrescante como el tiste, cacao o chicha de Nicaragua.
En el estado mexicano de Tabasco, la zona centro de Chiapas y también en la península de Yucatán, es muy común ver a la gente removiendo sus jícaras para revolver el muzú, shish o el Shingaste de su pozol. Este movimiento circular es conocido en algunas regiones como "el meneadito de la jícara" o "el meneadito pozolero".
En el municipio de Jalpa de Méndez, los artesanos tallan en la superficie de las jícaras una sugerente variedad de dibujos exquisitamente labrados. En la ciudad de Chiapa de Corzo, las jícaras de pozol son finamente ornamentadas con la técnica tradicional de Laqueado.